# Porpora di Schönlein-Henoch
La porpora di Schönlein-Henoch (PSH), anche nota come porpora anafilattoide o peliosi (sinonimo di porpora) reumatica o porpora reumatoide o porpora reumatica, è una forma acquisita di vasculite dei piccoli vasi caratterizzata dall'accumulo di IgA.

## Epidemiologia
Colpisce prevalentemente i bambini maschi al di sotto dei dieci anni di età, con un'incidenza (numero di nuovi casi riscontrati) di circa 20 casi su 100 000 bambini per anno, diventando in tal modo la vasculite più comune nell'infanzia. Più in generale, nella popolazione di età inferiore a 17 anni l'incidenza è compresa tra 10 e 30 casi su 100 000 persone per anno.

## Patogenesi
La porpora di Schönlein-Henoch è una vasculite da deposizione di immunocomplessi che può insorgere in seguito a diversi eventi, in particolare infezioni delle vie respiratorie. Nella maggior parte dei casi la sindrome insorge in seguito ad infezioni batteriche (soprattutto da stafilococco o streptococco) o virali; solo in casi isolati è stata riportata una possibile associazione con vaccini o farmaci. Tutti questi fattori possono determinare la formazione di immunocomplessi contenenti immunoglobuline del tipo IgA; in alcuni soggetti, a causa di anomalie nella glicosilazione delle IgA, gli immunocomplessi sono più grandi del normale e tendono a depositarsi nei piccoli vasi sanguigni di alcuni organi (cute, intestino, reni) e nel mesangio renale. Se si effettua una biopsia renale in un soggetto affetto da questa malattia, si osserverà a livello microscopico un aspetto identico a quello della glomerulonefrite a depositi mesangiali di IgA.
La PSH prende il nome dai medici tedeschi Johann Schönlein e Eduard Henoch. Il primo coniò nel 1837 il termine "porpora reumatica", osservando l'associazione con il dolore articolare; un anno dopo Henoch completò il quadro della sindrome descrivendo i dolori addominali e le sequele a carico dei reni.

## Clinica
Le manifestazioni a carico della cute (prevalentemente sotto forma di porpora, ma anche eritema o bolle) sono costantemente presenti. Molto frequenti sono anche il dolore addominale e l'artrite, mentre il coinvolgimento renale si osserva in circa la metà dei casi (o meno secondo alcuni studi). Il rash purpurico maculare o maculopapulare è molto spesso limitato agli arti inferiori o alle natiche, ma può anche aversi al volto e al tronco. Nell'80% dei casi si presenta artrite di caviglie, ginocchia e gomiti. Possono essere interessate anche altre articolazioni, specialmente quelle delle mani. Il dolore addominale si accompagna ad un impegno più o meno grave del tratto gastrointestinale, con nausea, vomito, diarrea o stipsi. Nel 33% dei casi si riscontra anche emorragia gastrointestinale. Non è raro il riscontro di intussuscezione. La glomerulonefrite può manifestarsi con la presenza di proteinuria sotto il range nefrosico (< 3,5 g/die), ematuria  e cilindri eritrocitari nel sedimento urinario (sindrome nefritica). Ricordare che, nel caso di patologie glomerulari cause di sindrome nefritica, gli eritrociti riscontrabili all'esame del sedimento sono caratteristicamente dismorfici, ad indicare una loro deformazione durante il passaggio tra le fenestrae patologicamente allargate (segno patognomonico di sanguinamento di provenienza glomerulare). Le anomalie all'analisi delle urine possono persistere per mesi. Nei casi più gravi e recidivanti, la glomerulonefrite può evolvere in glomerulonefrite rapidamente progressiva in un contesto di sindrome nefrosica. È inoltre frequente l'insorgere di ipertensione.

## Diagnosi
In presenza delle manifestazioni tipiche (porpora, dolori articolari e addominali, coinvolgimento renale), l'anamnesi e l'esame obiettivo sono elementi sufficienti per porre diagnosi.
Fra gli esami di laboratorio, l'emocromo può mostrare una lieve leucocitosi (con occasionale eosinofilia) e un normale numero di piastrine: questo reperto differenzia questa porpora dalle lesioni petecchiali emorragiche che si hanno in corso di piastrinopenia. L'esame delle urine, in molti casi, può essere alterato per presenza di proteine e/o di globuli rossi.
La biopsia cutanea conferma (tramite immunofluorescenza) il quadro di vasculite leucocitoclastica (frammenti di leucociti nell'interstizio perivascolare) e i depositi di IgA e di C3. La biopsia renale, che si pratica solo in caso di dubbi sulla diagnosi, mostra una proliferazione delle cellule mesangiali di grado variabile, correlato alla gravità della malattia, e depositi mesangiali di IgA, visibili con tecniche di immunofluorescenza.

## Trattamento
In molti casi la PSH richiede una terapia di supporto con antidolorifici e adeguata idratazione.
Trattandosi di una patologia immunomediata, il trattamento si avvale di immunosoppressori, come i farmaci glucocorticoidi. La loro efficacia è però controversa: mentre infatti alcuni studi mostrano effetti benefici sulla riduzione del dolore addominale e articolare e sulle manifestazioni renali, ma una più recente revisione della letteratura non ha dimostrato effetti significativi a lungo termine per questa classe di farmaci, in particolare riguardo alla prognosi renale.
Nei pazienti con grave compromissione renale, dimostrata da proteinuria elevata ed eventualmente da una biopsia, sono stati usati i corticosteroidi ad alte dosi per via endovenosa e farmaci immunosoppressori come la ciclosporina con ottimi risultati in termini di efficacia e sicurezza. Altre terapie, come le immunoglobuline per via endovenosa, il rituximab e il micofenolato mofetile sono state usate in alcuni casi con risultati positivi descritti in piccoli studi, ma l'efficacia di questi trattamenti non è ancora stata dimostrata.

### Prognosi
Nella maggior parte dei casi le manifestazioni della malattia nei bambini regrediscono spontaneamente e completamente.
Si sono registrati episodi di ricorrenza (10-40%) specialmente in età infantile, ma la malattia generalmente dopo un'evoluzione di quattro settimane tende a guarire spontaneamente.